# 東京マラソン2018
東京マラソン2018（とうきょうマラソン2018、Tokyo Marathon 2018）は、2018年2月25日に東京都内の日本陸上競技連盟公認コース（一部カテゴリのみ）で行われた、通算12回目の東京マラソン。

## 概要
東京都および日本陸上競技連盟により設立された「一般財団法人東京マラソン財団」が主催する8度目の大会となった。
参加定員は前回と同じく、マラソンが3万5,500人、10km走が500人の、計36,000人。フルマラソン定員の内訳は、ジャカルタで行われるアジア大会代表の座・並びにマラソングランドチャンピオンシップ出場権を争う「エリート枠」が男子のみ100人、2020年オリンピックに向けた選手強化の一環として財団が設けた提携・推薦枠である「準エリート」に3,000人、「チャリティー枠」（東京マラソン財団に10万円以上の寄付を行った個人に対して先着順）に3,000人、東京マラソン財団の公式会員組織「ONE TOKYO」のプレミアムメンバー（有料会員）から3,000人（ソロ2,000人、ペア500組1,000人）、その他の一般参加枠は26,370人などとなった。一般参加枠への申込者は過去最高を記録する319,777人（12.1倍）、対象者限定の10km走への申込者は1,017人（2.5倍）であった。
男子フルマラソンの部は2017年12月の第71回福岡国際マラソン・2018年2月の第67回別府大分毎日マラソン並びに2017年3月の第72回びわ湖毎日マラソンとともにマラソングランドチャンピオンシップの代表選手選考競技会、ジャカルタ・アジア大会の代表選手選考大会として実施される。
なお、天皇の代替わりに伴う警備上の都合により、2月第4日曜日での開催は今回が最後となり、翌年以降はびわ湖と日程を入れ替える方向である。

## 参加資格
基本的に前回大会と同様。

### フルマラソン
一般
大会当日満19歳以上、6時間40分以内に完走できる男女
障害者、本大会が推薦する国内・国外の者を含む（提携大会からのエントリーは提携大会側で抽選）
エリート
日本陸上競技連盟登記・登録競技者で、申込期日までに日本陸上競技連盟の公認競技会で一定の記録を出した男女競技者
日本陸上競技連盟が推薦する男女競技者
準エリート
財団が設けた基準を満たし、提携している日本国内のマラソン大会主催者から推薦された者（大会ごとに定員有り）
上記基準を満たした日本国外の選手（指定された大会の公式記録証を添付し自薦）
車いすの部
レース仕様車で2時間10分以内に完走できる男女計25人

### 10km走
10km走のコースは陸連に公認されていないため、公式記録扱いとならない。
U-18
1999年2月26日から2002年2月25日までに生まれ、1時間30分以内に完走できる男女計275人。うち100人は、東京都が東日本大震災復興支援を目的として企画する事業において決定。
視覚障害者
2001年2月25日までに生まれ、1時間30分以内に完走できる男女計50人
知的障害者
2001年2月25日までに生まれ、1時間30分以内に完走できる男女計100人
移植者
2001年2月25日までに生まれ、1時間30分以内に完走できる男女計50人
車いす
2001年2月25日までに生まれ、レース仕様車で35分以内に完走できる男女計25人

## 参加申込
一般参加者については下記の通り。エリートの部については別途。
方法
インターネットを通じての申し込み
期間
2017年8月1日から8月31日まで
参加者の決定
定員を大きく超えたため抽選を実施

## 結果

### マラソン

#### 男子
| 順位 | 選手                 | 国     | 時間          |
| ---- | -------------------- | ------ | ------------- |
| 1    | ディクソン・チュンバ | ケニア | 2:05:30       |
| 2    | 設楽悠太             | 日本   | 2:06:11日本新 |
| 3    | アモス・キプルト     | ケニア | 2:06:33       |

## 大会放送
テレビ中継については2016年6月29日の東京マラソン財団臨時理事会でローテーションの見直しが決定したことを受け、3年ぶりにフジテレビが担当しFNS系列局（クロスネット局のテレビ大分・テレビ宮崎も含む）で放送される。なお市民マラソンの部について、地上波では完全中継を止め13:00で生中継を終了することが発表されている。その一方で『新報道2001』の放送時間が30分短縮されたため、フジテレビ等一部系列局では通常アニメ番組を放送する枠でスタート直前特番を放送する。
地上波テレビ放送
| 放送時間      | 表題                                                                                      | ネット局                                                                           |
| ------------- | ----------------------------------------------------------------------------------------- | ---------------------------------------------------------------------------------- |
| 8:30 - 9:00   | 東京マラソン2018 まもなく号砲                                                             | フジテレビ・北海道文化放送・岩手めんこいテレビ・仙台放送・関西テレビ・テレビ西日本 |
| 9:00 - 11:50  | 東京メトロスポーツスペシャル 東京マラソン2018 （選考会の部・生中継）[3]                   | FNS系列全国28局ネット                                                              |
| 12:00 - 13:00 | ぼくらの東京マラソン2018 だから、走る。みんなの情熱42.195 km （市民マラソンの部・生中継） | フジテレビ・北海道文化放送・鹿児島テレビ                                           |
衛星放送
BSフジ 19:00 - 21:50（選考会の部・地上波全国ネットの遅れ放送）
CS放送・フジテレビTWO ドラマ・アニメ
9:00 - 11:00（車いすの部・生中継）
11:00 - 17:00（市民マラソンの部・ゴール完全中継）
CS放送・フジテレビONE スポーツ・バラエティ
2月26日（25日深夜） 0:00 - 6:00（市民マラソンの部・ゴール完全中継の録画放送）
CS放送・フジテレビNEXT ライブ・プレミアム
3月4日 12:10 - 14:45（選考会の部・録画再編集版）
3月6日（5日深夜） 3:00 - 5:35（選考会の部・録画再編集版）
3月7日 10:00 - 12:35（選考会の部・録画再編集版）
4月2日 21:30 - 23:30（車いすの部・録画中継）
4月14日 7:00 - 9:00（車いすの部・録画中継）
4月14日 9:00 - 11:35（選考会の部・録画再編集版）
4月28日 14:00 - 16:00（車いすの部・録画中継）
4月28日 16:00 - 18:35（選考会の部・録画再編集版）
ラジオ
ニッポン放送 9:00 - 12:00（選考会の部・生中継）
関連番組
東京マラソン2018 号砲直前SP（関東ローカル。2月19日(18日深夜) 1:55 - 2:55）
もしもツアーズ「明日開催!東京マラソンを10倍楽しもうツアー」（フジテレビおよび一部FNS系列局。2月24日 18:30 - 19:00）

## 東京マラソンEXPO 2018概要
| 開催日時           | 会場                     |
| ------------------ | ------------------------ |
| 2018年2月22日-24日 | 東京ビッグサイト西展示棟 |